# 威利·克隆
威利·克隆（英語：Willie Colón、1950年4月28日—）是美國和波多黎各的莎莎音樂家和社會活動家。他的職業生涯始於長號演奏，但他也擔任歌手、作曲、製作和演出。克隆是薩爾薩音樂的先驅，並且是該類型的暢銷藝術家，曾是與法尼亞唱片相關的紐約市音樂場景的關鍵人物。他還因在專輯封面上採用黑幫形象而引人注目，這在當時尚未成為文化潮流。自1980年代以來，他在紐約市的政治中有時深度參與。

## 早年
克隆出生於紐約市的南布朗克斯，父母是波多黎各人。他從小就開始學習小號，後來轉為長號，受到Mon Rivera和Barry Rogers的全長號音效的啟發。他在波多黎各的Manatí郊區的外祖母的姐妹的農場度過了一些夏天，該農場位於通往鄰近的Ciales的路上。
15歲時，他簽約了法尼亞唱片，17歲時錄製了他的第一張專輯，最終銷售超過300,000張。當時法尼亞的主要製作人強尼·帕切科向他推薦了Héctor Lavoe。
他還參演了多部電影，包括《Vigilante》（1983）、《The Last Fight》（1983）、《Miami Vice》（第三季的"Cuba Libre"一集）（1987）和《It Could Happen to You》（1994）。
克隆自16歲以來一直是民權、社區和政治活動家。他曾擔任拉丁裔艾滋病委員會成員，並擔任亞瑟·肖本堡更美好紐約聯盟的主席，還是國會拉丁裔核心小組研究所的董事會成員。1995年，克隆成為第一位在美國作曲家、作家和出版商協會（ASCAP）全國董事會任職的有色人種，接替了斯蒂芬·桑德海姆，並且還是ASCAP基金會的成員。

## 音樂生涯

2018年7月12日，威利·克隆成為巴黎Bataclan劇院在2015年恐怖襲擊後首位演出的拉丁藝術家。

除了長號，他還擔任作曲家、編曲家和歌手，最終成為製作人和導演。結合爵士、搖滾和莎莎的元素，他的作品融入了來自古巴、多明尼加共和國、波多黎各和巴西的非洲後裔傳統音樂的節奏，主要代表了從波多黎各到紐約的僑民的單向流動。"他的生活和音樂在布朗克斯的家鄉和他的祖籍波多黎各之間來回穿梭，並在加勒比海的其他音樂區域進行了不偶然的停留。" 克隆"使僑民與加勒比家園之間的關係成為他作品的中心主題"，特別是在他1971年的聖誕專輯《Asalto Navideño》中。這張專輯的歌詞和音樂"以複雜、充滿愛但同時輕微挑戰的方式表現了僑民對島嶼文化的關注。" 
他與其他莎莎音樂家和歌手，如Ismael Miranda、Celia Cruz、Soledad Bravo和創作歌手Rubén Blades等進行了許多成功的合作。
 在他的網站上，克隆聲稱自己擁有"莎莎類型的銷售歷史紀錄，創作了40部作品，全球銷售超過三千萬張。" 

克隆音樂中的一個重要主題是探索波多黎各人對他們的家鄉和美國的競爭聯想。他用他的歌曲描繪和調查作為波多黎各人在美國本土生活的問題，也暗示波多黎各人所能提供的文化貢獻。
2007年5月，克隆因違約起訴Rubén Blades。這導致了一系列持續超過五年的訴訟和反訴，最終裁決對Blades有利。

克隆在波多黎各聖胡安演出，2023年1月14日

克隆發行了兩首單曲《Amor de Internet》和《Corazón Partido》，以宣傳他的專輯《El Malo Vol II: Prisioneros del Mambo》。2016年，克隆開始了他的50周年紀念巡演。2017年，克隆宣布即將出版的書籍《Barrio de Guapos》（《威利·克隆的秘密生活》）以及他自己的唱片公司"Willie Colón Presenta"的成立。2018年，克隆啟動了他的"Rumba Del Siglo"（世紀派對）世界巡演，在美國、拉丁美洲和歐洲的演出幾乎場場爆滿。由於他上次巡演的巨大成功，克隆將繼續進行"Rumba Del Siglo 2019"（2019年世紀派對）。

## 政治

克隆與市長丁金斯在1992年華盛頓高地騷亂期間。

克隆在1989年至1993年期間參加競選，並後來成為紐約市市長David Dinkins的特別助理和發言人。
在1994年，在他的第一次政治競選中，克隆挑戰了代表Eliot Engel的民主黨初選。他以62%對38%落敗。
2001年，克隆參加了紐約市公共倡導者的選舉，獲得101,393票。
克隆擔任了12年Michael Bloomberg市長的代表顧問和拉丁媒體娛樂委員會的聯絡人。
2008年4月16日，克隆宣布支持美國參議員Hillary Clinton在她的2008年總統競選中。
2010年4月25日，克隆出現在國家廣場，參加地球日氣候集會，與Sting、John Legend、The Roots、Jimmy Cliff、Passion Pit、Bob Weir、Joss Stone、Robert Randolph、Patrick Stump、Mavis Staples、Booker T、Honor Society和Tao Rodríguez-Seeger一起出席。
在2012年和2013年，克隆對委內瑞拉總統Hugo Chávez和左翼玻利瓦爾革命展開了競選。查韋斯通過推特對克隆作出了尖銳的回應。在查韋斯去世後，威利·克隆支持反對派候選人Henrique Capriles Radonski，積極利用社交媒體並創作了一首競選主題曲《Mentira Fresca》（或"新鮮的謊言"，這成為政權候選人Nicolás Maduro的綽號）；這首歌在整個拉丁美洲迅速傳播，獲得了數百萬的播放和下載。克隆繼續積極參與委內瑞拉的政治，呼籲釋放記者Leocenis García，以及釋放政治犯安東尼奧·里維羅將軍。
2017年，克隆宣布他投票支持共和黨提名人Donald Trump。

## 獎項和榮譽
除了擔任客座教授並在各大學獲得音樂和人文學位的榮譽外，克隆在1991年獲得耶魯大學的Chubb獎學金。
1999年，克隆是Jubilee 2000代表團的成員，前往梵蒂岡，與Trans Africa的Randall Robinson、哈佛經濟學家Jeffrey Sachs、U2的Bono和Quincy Jones一起。這一倡議得到了教宗約翰·保羅二世的支持，並促使克林頓總統寬恕一些發展中國家所欠的美國部分債務。Jubilee 2000導致總共寬恕了1000億美元的債務。
2004年9月，克隆獲得終身成就獎，由拉丁錄音學院頒發。在他的職業生涯中，他與法尼亞全明星、Héctor Lavoe、Rubén Blades、David Byrne和Celia Cruz等著名音樂家合作。他與Rubén Blades的專輯《Siembra》是該類型的最佳銷售專輯。克隆於2000年入選國際拉丁音樂名人堂，並於2019年入選拉丁作曲家名人堂。
2006年，克隆在傳記電影《El Cantante》中由演員John Ortiz飾演，該片還由Marc Anthony飾演Héctor Lavoe，並由Jennifer Lopez主演。這部電影講述了Héctor Lavoe的生活，涵蓋了他與克隆作為1960年代至1970年代中期的莎莎頂級二重唱的成就。
2010年，"國際長號協會"授予克隆終身成就獎。在他們的期刊中，他們表示："威利·克隆可能是自Tommy Dorsey以來，對於讓長號在公眾面前保持存在做得最多的人。風格上他們截然不同，Dorsey代表著超平滑的風格，而克隆則是受到Barry Rogers啟發的硬邊粗獷風格。不幸的是，克隆的公眾主要是拉丁裔，因此他的音樂和貢獻在一般媒體中被忽視或無視。" - 傑拉爾德·斯隆，音樂教授阿肯色大學。
2011年10月7日，西切斯特拉丁裔執法協會表彰克隆在社會和社區活動中的貢獻和支持。
2015年，《告示牌》雜誌將威利·克隆評選為30位最具影響力的拉丁藝術家之一。
2018年5月12日，艾利斯島榮譽協會頒發威利·克隆艾利斯島榮譽獎，該獎每年頒發給一小部分在其領域取得成就並為國家服務的人士。該獎已被國會兩院正式認可為我們國家最具聲望的獎項之一，並每年在國會紀錄中紀念。
2018年10月31日，威利·克隆獲得了由國家音樂廳頒發的"Auditorio獎"。這是一個由國家音樂廳頒發的獎項，旨在表彰墨西哥最佳現場表演，該獎是雕塑家胡安·索里亞的《La Luna》雕塑的複製品，該雕塑位於該音樂廳外。該獎由Televisa、TV Azteca、文化部的22頻道和國立理工學院的11頻道轉播。
克隆曾擔任拉丁裔藝術協會的主席。

## 個人生活
威利·克隆已婚。2021年4月20日，克隆和他的妻子朱莉亞·克隆在北卡羅來納州的外灘駕駛休閒車時發生了嚴重的車禍。克隆受了割傷和頭部受傷，被緊急送往維吉尼亞州的一家醫院。
2014年5月26日，克隆在西切斯特縣警察學院畢業後，宣誓成為西切斯特縣公共安全部的副警長。2017年12月13日，克隆晉升為副中尉。

## 唱片目錄
| 標題                                  | 製作人                       | 標籤            | 發行日期 |
| ------------------------------------- | ---------------------------- | --------------- | -------- |
| El Malo                               | Jerry Masucci Johnny Pacheco | 法尼亞          | 1967     |
| The Hustler                           | Jerry Masucci Johnny Pacheco | 法尼亞          | 1968     |
| Guisando                              | 威利·克隆                    | 法尼亞          | 1969     |
| Cosa Nuestra                          | 威利·克隆                    | 法尼亞          | 1970     |
| Asalto Navideño                       | 威利·克隆                    | 法尼亞          | 1971     |
| La Gran Fuga                          | 威利·克隆                    | 法尼亞          | 1971     |
| El Juicio                             | 威利·克隆                    | 法尼亞          | 1972     |
| Asalto Navideño Vol. ll               | 威利·克隆                    | 法尼亞          | 1972     |
| Crime Pays                            |                              | 法尼亞          | 1972     |
| Lo Mato                               | 威利·克隆                    | 法尼亞          | 1973     |
| Willie                                |                              | 法尼亞          | 1974     |
| Se Chavó el Vecindario!               | 威利·克隆                    | Vaya            | 1975     |
| The Good, The Bad, The Ugly           | 威利·克隆                    | 法尼亞          | 1975     |
| Metiendo Mano!                        | 威利·克隆                    | 法尼亞          | 1977     |
| El Baquiné de Angelitos Negros        | 威利·克隆                    | 法尼亞          | 1977     |
| Sólo Ellos Pudieron Hacer Este Álbum  | 威利·克隆                    | 法尼亞          | 1977     |
| 49 Minutes                            |                              | 法尼亞          | 1978     |
| Deja Vu                               |                              | 法尼亞          | 1978     |
| Siembra                               | 威利·克隆 Ruben Blades       | 法尼亞          | 1978     |
| Solo                                  | 威利·克隆                    | 法尼亞          | 1979     |
| Doble Energía                         | 威利·克隆                    | 法尼亞          | 1980     |
| Canciones del Solar de los Aburridos  | 威利·克隆                    | 法尼亞          | 1981     |
| Celia & Willie                        | 威利·克隆                    | 法尼亞          | 1981     |
| Fantasmas                             | 威利·克隆                    | 法尼亞          | 1981     |
| Corazón Guerrero                      | 威利·克隆                    | 法尼亞          | 1982     |
| The Last Fight                        | 威利·克隆                    | 法尼亞          | 1982     |
| Su Vida Musical: 14 Éxitos Originales |                              | 法尼亞          | 1982     |
| Vigilante                             | 威利·克隆                    | 法尼亞          | 1983     |
| Criollo                               | 威利·克隆                    | RCA             | 1984     |
| Tiempo Pa' Matar                      | 威利·克隆                    | 法尼亞          | 1984     |
| Contrabando Especial N°5              | 威利·克隆                    |                 | 1985     |
| Quién Eres                            | 威利·克隆                    |                 | 1986     |
| Grandes Éxitos                        |                              |                 | 1986     |
| The Winners                           | 威利·克隆                    | 法尼亞          | 1987     |
| Top Secrets                           | 威利·克隆                    | WAC Productions | 1989     |
| Color Americano                       | 威利·克隆                    | Sony            | 1990     |
| Grandes Éxitos Vol. 2                 |                              | Sony            | 1991     |
| Honra y Cultura                       | 威利·克隆                    | Sony            | 1991     |
| Super Éxitos                          |                              |                 | 1992     |
| The Best                              |                              | Sony            | 1992     |
| Willie Colón & Tito Puente            |                              | 法尼亞          | 1993     |
| Hecho en Puerto Rico                  | 威利·克隆, Cuco Peña         | Sony            | 1993     |
| The Best II                           |                              | Sony            | 1994     |
| Americano Latino                      | 威利·克隆                    | Sony            | 1995     |
| Tras La Tormenta                      | 威利·克隆, Rubén Blades      | Sony            | 1995     |
| Y Vuelve Otra Vez!!!                  | 威利·克隆                    | Fonovisa        | 1996     |
| Demasiado Corazón                     | 威利·克隆                    | Azteca          | 1998     |
| El Rey del Trombón                    |                              |                 | 1998     |
| Mi Gran Amor                          |                              | Sony            | 1999     |
| Guerrero de Corazón                   |                              |                 | 2000     |
| Idilio                                |                              | Sony            | 2002     |
| La Experiencia                        |                              |                 | 2004     |
| Colección de Oro                      |                              |                 | 2005     |
| OG: Original Gangster                 |                              |                 | 2006     |
| The Player                            |                              | Sony            | 2007     |
| La Historia: The Hit List             |                              |                 | 2007     |
| El Malo Vol II: Prisioneros del Mambo | 威利·克隆                    | Lone Wolf       | 2008     |
| Asalto Navideño Live/En Vivo          |                              | Lone Wolf       | 2008     |
| La Esencia de la Fania                |                              |                 | 2008     |
| Historia de la Salsa                  |                              |                 | 2010     |
| Selecciones Fania                     |                              |                 | 2011     |
| Serie Premium: Sólo Éxitos            |                              |                 | 2013     |

## 另見
- Guaguancó
- Son cubano
- 莎莎
- 非洲古巴爵士
- 波多黎各人列表
- 紐約人
- 紐約音樂

## 外部連結
- 威利·克隆的網站 （页面存档备份，存于）
- 威利·克隆在互联网电影资料库（IMDb）上的資料（英文）
- NewMusicBox封面：威利·克隆與Frank J. Oteri的對話，2009年1月28日（包括視頻）